# Sergi Enrich Ametller
Sergi Enrich Ametller (Ciutadella de Menorca, Menorca, Illes Balears, 26 de febrer del 1990) és un futbolista menorquí que juga a la SD Huesca cedit pel Reial Saragossa.

## Carrera esportiva
Va arribar al Reial Mallorca a l'edat de cadet, i ha estat un fix de les seleccions balears i de l'espanyola.
Va debutar amb el primer equip del Reial Mallorca al Trofeu Illes Balears; va realitzar les pretemporades de 2008/09 i 2009/10 a Kössen (Àustria) a les ordres de Gregorio Manzano i de la mà del mateix entrenador, el 24 de gener de 2010 va debutar en primera divisió en l'enfrontament davant del Reial Club Esportiu Espanyol. El menorquí sortia al terreny de joc en el minut 67 en substitució de Fernando Varela i era partícipe del empat a un davant dels Pericos. Després de la seva debut en Primera, el míster va tornar a confiar en ell per la Copa del Rei. La temporada 2010/11 es van alternar partits entre Segona B i Primera, disputant en la primera jornada el seu primer partit com a titular contra el Reial Madrid CF
La temporada 2011/12 va jugar amb el Real Club Recreativo de Huelva, disputant 27 partits i marcant 7 gols.
La temporada 2013/2014 va marcar 10 gols que li servirien per ser el màxim golejador de la seu equip i així quedar la permanència un any més del Club Deportivo Numancia. Les següents temporades augmenten els seus registres, marcant 16 gols i aconseguint un any més la salvació. Aquests bons números li van permetre fitxar per la SD Eibar de la primera divisió.
En la seva primera temporada a SD Eibar es va fer amb la titularitat i va aconseguir una vegada els gols en el seu debut en la primera divisió. El 10 de febrer es va fer oficial la seva renovació pel SD Eibar. La temporada 16/17 va ser el màxim golejador del seu club i va obtenir un reconeixement per això.
L'octubre de 2016, ell i el seu company Antonio Luna es van veure involucrats en l'emissió d'un vídeo sexual entre ells i una dona que es va fer viral a internet; malgrat aquest afer, va marcar 11 gols durant la temporada 2016-17, ajudant l'equip a acabar desè a la lliga.
Enrich va romandre al club basc les temporades següents, tot signant nous contractes el febrer de 2017 i el maig de 2019, aquest darrer lligant-lo al club fins al juny de 2021.